# Cadastre napoleònic

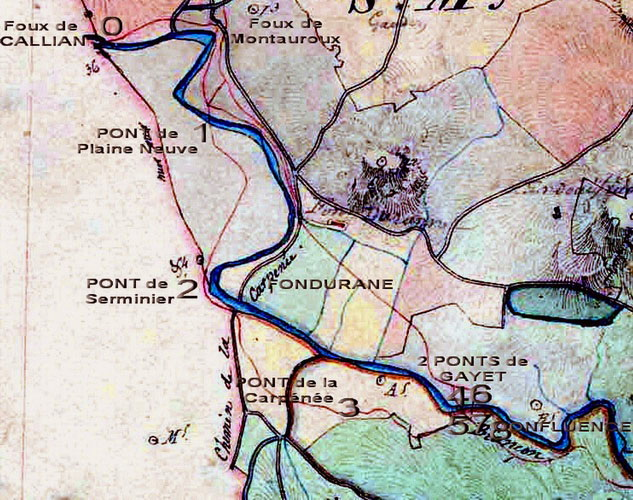
Descripció minuciosa dels fonaments de l'aqüeducte de Fondurane en el cadastre napoleònic

El Cadastre napoleònic, o Antic cadastre, o Pla cadastral del 1812 és un cadastre parcel·lari únic i centralitzat, instituït a França per la llei del 15 de setembre del 1807, a partir del «cadastre-tipus» defini el 2 de novembre del 1802. Reuneix en un mapa homogeni un centenar de milions de parcel·les; és el primer útil jurídic i fiscal que permet d'imposar de forma equitativa als ciutadans les contribucions sobre la terra.
Va succeir els plans de contribució territorial molt heterogenis tant en presentació com en unitats de mesura. Va ser elaborat amb mètodes topogràfics, i va ser revisat per la llei del 16 d'abril del 1930.

## Usos contemporanis
Igual que els antics mapes d'estat major, és consultat regularment pels historiadors, els toponimistes (que hi troben elements interessants de microtoponímia, els arqueòlegs, els urbanistes, els ecolegs (per exemple, per a cartografiar el bosc antic o per tal de comprendre més bé una xarxa d'arbrat, elaborar índexs de biodiversitat potencial o explicar certes variacions de fertilitat de sòls agroforestals), els climatòlegs, que l'utilitzen per exemple per a mesurar la reculada de les glaceres des del 1850, pels geògrafs, que estudien per exemple l'evolució històrica recent de l'hàbitat rural i de l'ocupació dels sòls i també els ecòlegs que hi busquen informacions útils a l'ecologia retrospectiva, per exemple per a la restauració de la trama verda i blava creada pel Grenelle de l'environnement (conjunt de trobades polítiques organitzades a França el setembre i desembre del 2007 amb l'objectiu de prendre decisions a llarg termini en matèria d'entorn i de desenvolupament durador) i les lleis Grenelle; el cadastre napoleònic ha confirmat, per exemple, que a l'època en què van ser constituïts alguns departaments eren ja molt intensivament explotats per l'agricultura, la ramaderia i el bosc, o construïts (per exemple, en el departament del Nord, en el moment del repartiment del sòl de les 650 comunes del departament per al cadastre, les maresmes i els erms no representaven ja més de l'1,31% dels sòls de mitjana. També permet de retrobar on eren les zones humides (ja residuals) i com es gestinava l'aigua i els cursos d'aigua condicionats
Alguns útils recents, com la vectorització informàtica i els sistemes d'informació geogràfica (SIG), poden també enriquir el seu estudi i els serveis que donen.